# Vasile Cârste
Vasile Cârste, též Vasile Kirsti, cyrilicí Василь Кирстюк, Vasyl Kyrstjuk, nebo Василь Кирсте, Vasyl Kyrste, byl rakouský politik z Bukoviny, během revolučního roku 1848 poslanec Říšského sněmu.

## Biografie
Roku 1849 se uvádí jako Basilius Kirsti, majitel hospodářství v obci Bojany (Bojan).
Během revolučního roku 1848 se zapojil do veřejného dění. Ve volbách roku 1848 byl zvolen i na ústavodárný Říšský sněm. Zastupoval volební obvod Sadhora. Tehdy se uváděl coby majitel hospodářství. Náležel ke sněmovní levici.
Podle některých zdrojů patřil mezi čtyři bukovinské poslance rumunské národnosti. Podle jiné studie, ale byl i vzhledem k nízké úrovni vzdělání, národnostně spíše nevyhraněný. Nebyl (jako většina bukovinských poslanců) gramotný. Je označen za porusínštělého Rumuna a jeho parlamentní kolega Miron Ciupercovici ho popisoval jako „Rusa, který ale také uměl moldavsky“ („un rus, dar ştie şi moldoveneşte“). Cârste nepodpořil zemskou petici (Landespetition), se kterou se představitelé Bukoviny dostavili za císařem do Olomouce a žádali ho o obnovení zemské samosprávy a oddělení Bukoviny od Haliče. Zemskou petici totiž venkovské obyvatelstvo zčásti vnímalo jako projekt místní šlechty, mající omezit rolnické reformy.